# Alexis Ren
Alexis René Galbach, més coneguda com a Alexis Ren, (Santa Monica, 23 de novembre de 1996) és una model estatunidenca, que s'ha fet molt famosa a les xarxes socials, des de les quals ha fet moltes campanyes per a marques de prestigi. És coneguda per les seves fotos arreu del món i el seu físic.

## Família i infantesa
Va néixer a Santa Mònica i actualment viu a Los Angeles. És d'ascendència croata i alemanya. El seu pare és advocat i la seva mare era nutricionista. Alexis és la tercera més jove de 5 germans. Té 2 germanes grans, una germana menor i un germà petit. Va estudiar a casa en comptes de a l'escola. El dia de la mare de 2013 la mare de Alexis va ser diagnosticada amb l'etapa 4 del càncer rectal. El 8 gener de 2014 la seva mare va morir.

## Carrera
Va començar a fer de model als 13 anys per a Brandy Melville, després de ser descoberta a la seva botiga. Després d'un temps treballant independentment, va signar amb l'agència de models Nous Model Management, als 14 anys. A partir d'aquest moment va començar a protagonitzar campanyes per a marques importants com Nasty Gal. També va aparèixer a revistes com Swimsuit magazine. Es va fer molt famosa a Tumblr gràcies a una sessió de fotos amb Lucas Passmore. A l'abril de 2013 va aparèixer a la revista C-caps. També va aparèixer dues vegades a la revista Nextdoormodel el 2013 i el 2014. A l'estiu del 2014 va aparèixer en la campanya de natació per a Hurley i el juliol de 2014 va aparèixer a la campaña de Penta Water. L'agost de 2014 va desfilar per primera vegada per la marca Sàhara Ray Swim a Los Àngeles. A l'octubre 2014 va signar amb Chic a Austràlia, també aquest mes se li va proposar participar en la campanya per Calvin Klein per promoure la campanya #MyCalvins. Actualment acumula més de 4,3 milions de seguidors a Instagram. Les seves fotografies barregen llocs paradisíacs amb fotos amb la seva parella, Jay Alvarez i fotos amb Bikini, han fet que Alexis Ren sigui una de les models més conegudes i més sol·licitada per les marques.

## Vida personal
Va tenir una relació amb Jay Alvarez, que va finalitzar durant el 2016. Té 3 germanes i un germà. La seva mare va morir de càncer el 2014. És amiga de personatges públics com Bryant Eslava.